# Acid orselinic
Acidul orselinic (mai specific, acidul o-orselinic) este un acid fenolic, fiind un derivat de acid benzoic dihidroxilic. Este un compus cu importanță în biochimia lichenilor, și poate fi extras din aceștia. Este o componentă comună a depsidelor.